# 四十八ヶ瀬大橋
四十八ヶ瀬大橋（しじゅうはちがせおおはし）は、富山県下新川郡入善町 - 富山県黒部市間の黒部川に架かる一般国道8号入善黒部バイパスの橋長590.1 m（メートル）の桁橋。

## 地理と概要
国道8号の入善黒部バイパスにある橋であり、上流側には富山県道150号魚津入善線の黒部大橋、下流側には富山県道2号魚津生地入善線の下黒部橋が架かっている。橋長590.1 m、有効幅員12.25 m、車道幅員7.0 mの鋼箱桁橋であり、暫定2車線で供用されている。5径間連続2連の箱桁で建設することで耐震性能を向上させている。橋名の由来は黒部川は川筋が多く分散して流れており、「黒部四十八ヶ瀬」と呼ばれていたことと松尾芭蕉の俳句に由来して命名された。基礎は全てオープンケーソンで建設された。
- 活荷重 - B活荷重
- 形式 - 鋼5径間連続箱桁橋2連
- 橋長 - 590.100 m
  - 支間割 - (56.450 m+3×59.500 m+58.950 m) + (58.950 m+3×59.500 m+56.450 m)
- 幅員
  - 総幅員 - 13.150 m
  - 有効幅員 - 12.150 m
  - 車道 - 8.750 m
  - 歩道 - 片側3.50 m
- 床版 - 鉄筋コンクリート
- 総鋼重 - 2 389 t
- 施工 - 三菱重工業[注釈 1]・宮地鐵工所[注釈 2]
- 工法 - トラッククレーン・ベント工法

## 歴史
- 1990年（平成2年）8月27日 - 本橋を含む入善黒部バイパスの下新川郡入善町上野 - 魚津市江口間延長14.1 kmの区間が都市計画決定・同年度事業化[2]。
- 2001年（平成13年）12月10日 - 本橋を含む入善黒部バイパスの下新川郡入善町東狐 - 黒部市古御堂間延長3.2 kmの区間が暫定2車線で開通[2]。